# On the Third Day
On the Third Day (с англ. — «На третий день») — третий студийный альбом британской группы Electric Light Orchestra, вышедший в конце 1973 года и ставший первым альбомом группы, полностью записанным без Роя Вуда. Начиная с этого альбома, определённый артикль «The» в названии группы опускается.
Позднее альбом был переиздан с добавлением композиции «Showdown» (одной из самых популярных песен Electric Light Orchestra, изданной несколькими месяцами ранее в виде сингла, достигшего
позиции № 12 в хит-параде синглов Великобритании и включённой в американское, но не британское издание), а также с добавлением бонус-треков.

## Об альбоме
В январе 1973 года группа выпустила свой второй альбом ELO 2 и сразу же приступила к работе над следующим. Во время записи третьего альбома в составе Electric Light Orchestra произошли изменения: группу покинули Гибсон (скрипка) и Уокер (виолончель), и присоединился Мик Камински (скрипка). В конце 1973 года новым составом был выпущен третий альбом, названный On the Third Day. 
Оригинальное британское издание включает восемь композиций, семь из которых написаны Джеффом Линном, а последняя восьмая является обработкой композиции «В пещере горного короля» из сюиты «Пер Гюнт» норвежского композитора Эдварда Грига. Кроме того, в американское издание альбома включён хит «Showdown», изданный несколькими месяцами ранее в виде сингла, достигшего позиции № 12 в хит-параде синглов Великобритании, и ставший одной из самых популярных песен Electric Light Orchestra.
Этот альбом получил в основном положительные оценки музыкальных критиков. Так, по словам Брюса Эдера из AllMusic, он «продемонстрировал заметный прогресс, с более полным и сплоченным звучанием группы в целом и значительными улучшениями в пении и текстов песен Джеффа Линна. Именно здесь группа обрела знакомое звучание, голос Линн внезапно продемонстрировал привлекательную выразительность, напоминающую Джона Леннона в первые годы его сольной карьеры, а также продемонстрировал британскую задушевность, которой совершенно не хватало ранее». В рецензии журнала Rolling Stone (январь 1974) отмечено, что четыре песни первой стороны альбома «связаны в свободную сюиту, основным источником вдохновения которой, похоже, был «Белый альбом» Beatles. Помимо очевидного сходства «Bluebird Is Dead» с «Dear Prudence» и «Oh No Not Susan» с «Happiness Is a Warm Gun», весь этот набор песен имеет то же самое настроение глубокого интроспективного покоя, которое было характерно для последнего».

## Композиции

### Оригинальное британское издание
Первая сторона:
1. «Ocean Breakup/King of the Universe» — 4:07
2. «Bluebird Is Dead» — 4:24
3. «Oh No Not Susan» — 3:07
4. «New World Rising/Ocean Breakup (Reprise)» — 4:05

Вторая сторона:
1. Showdown - 4.05
2. «Daybreaker» — 3:51
3. «Ma-Ma-Ma Belle[англ.]» — 3:56
4. «Dreaming of 4000» — 5:04
5. «In the Hall of the Mountain King» (Григ) — 6:37

### Переиздание (CD 2006 года)
1. «Ocean Breakup/King of the Universe» — 4:07
2. «Bluebird Is Dead» — 4:24
3. «Oh No Not Susan» — 3:07
4. «New World Rising/Ocean Breakup (Reprise)» — 4:05
5. «Showdown[англ.]» — 4:09
6. «Daybreaker» (Tandy) — 3:51
7. «Ma-Ma-Ma Belle» — 3:56
8. «Dreaming of 4000» — 5:04
9. «In the Hall of the Mountain King» (Grieg) — 6:37

#### Бонус-треки
1. «Auntie (Ma-Ma-Ma Belle)» (Take 1) — 1:19
2. «Auntie (Ma-Ma-Ma Belle)» (Take 2) — 4:05
3. «Mambo (Dreaming of 4000)» (Alt. mix) — 5:05
4. «Everyone’s Born to Die» — 3:43
5. «Interludes» — 3:40

## Участники записи
Electric Light Orchestra:
- Джефф Линн — ведущий вокал, гитары
- Бив Бивэн — ударные, перкуссия
- Ричард Тэнди — фортепьяно, синтезатор, клавикорд
- Майк де Альбукерке — бас-гитара, бэк-вокал
- Марк Болан — гитара (песни 7, 8, 10—13)
- Майк Эдвардс[англ.] — виолончель
- Уилф Гибсон[англ.] — скрипка (песни 5—14)
- Колин Уокер[англ.] — виолончель (песни 5—14)
- Мик Камински — скрипка (песни 1—4)